# Bugarama (Ruanda)
Bugarama ist eine Stadt im Westen des afrikanischen Staates Ruanda.

## Lage
Bugarama liegt im äußersten Südwesten Ruandas, nahe der Grenze zu Burundi im Osten und zur Demokratischen Republik Kongo im Westen. Kigali, die Hauptstadt Ruandas, liegt circa 250 Kilometer nordwestlich von Bugarama.

### Verkehr
Bugarama liegt an der Fernstraße RN6, die in Burundi als RN5 fortgeführt wird und dort nach Bujumbura, die größte Stadt Burundis, führt.

## Einwohner
Mit 24.679 Einwohnern ist Bugarama nach dem Zensus 2012 die neuntgrößte Stadt Ruandas.